# Gare de Kani
La gare de Kani (可児駅, Kani-eki) est une gare ferroviaire de la ville de Kani, dans la préfecture de Gifu au Japon. Elle est exploitée par la compagnie JR Central.

## Situation ferroviaire
La gare de Kani est située au point kilométrique (PK) 12,8 de la ligne Taita.

## Historique
La gare a été inaugurée le 28 décembre 1918 sous le nom de gare de Hiromi. Elle prend son nom actuel en 1982.

## Service des voyageurs

### Accueil
La gare dispose d'un bâtiment voyageurs, avec guichets, ouvert tous les jours.

### Desserte
- Ligne Taita :
  - voie 1 : direction Tajimi
  - voie 2 : direction Mino-Ōta et Gifu

### Intermodalité
La gare de Shin Kani de la compagnie Meitetsu est située à proximité immédiate.